# هولاكو خان

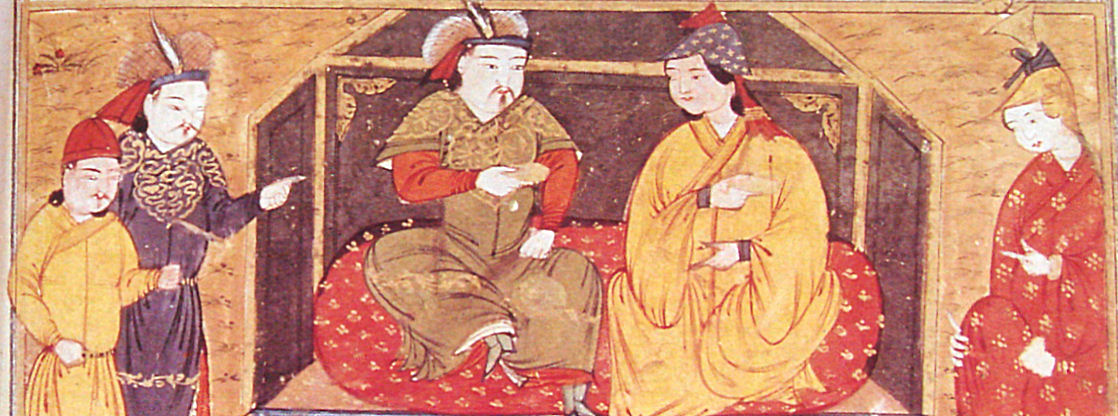
هولاكو بجانب زوجته المسيحية طقز خاتون

هُوْلَاكُوْ خَانْ (1217 – 8 فبراير 1265) هو حفيد جنكيز خان وحاكم مغولي احتل معظم بلاد جنوب غرب آسيا بعد أن قتل الملايين من أهلها، وتوسع جيشه كثيرًا بالجزء الجنوبي الغربي للإمبراطورية المغولية، مؤسسًا سلالة الخانات بفارس، وتوالت السلالات بعد ذلك إلى أن انتهت إلى إيران الحديثة، وقد اجتاح المغول تحت قيادته بغداد عاصمة الخلافة العباسية، كما تحول المؤرخون من الكتابة العربية للفارسية في عهده.

## نسبه ونشأته
هو هولاكو خان، بن الإمبراطور تولوي بن الإمبراطور جنكيز خان وأمه سرغاغتاني بكي، وهو شقيق كل من الإمبراطور منكو خان والإمبراطور قوبلاي خان والإمبراطور إريك بوك.
في عام 1217م ولد هولاكو لأبيه تولوي خان (أصغر أبناء جنكيز خان) وأمه سرقويتي بيجي التي كانت تنتمي لإحدى قبائل الترك المعتنقة للمذهب النسطوري للديانة المسيحية في منغوليا، وكذلك أيضا كان مذهب زوجته دوقوز خاتون حفيدة طغرل خان ملك قبائل الكيرايت التركية الذي كان ملك الصين قد لقبه بوانغ خان، وكان أقرب صديق لهولاكو هو كتبغا.
كان هولاكو شديد الولع بالحضارة الفارسية وثقافتها، فما إن أصبح خان لبلاد الفرس، ومؤسس لعهد الخانات فيها حتى اجتمع إليه في ديوانه العديد من الفلاسفة والعلماء والحكماء من بلاد فارس التي كانت مسلمة وتتبع الدين الإسلامي.
كان لدى هولاكو الكثير من الزوجات والعديد من المحظيات. أما زوجته الرئيسة فكانت دوقوز خاتون المسيحية، والتي كانت في الأصل خليلة أبيه تزوجها من بعده.

## العمليات العسكرية

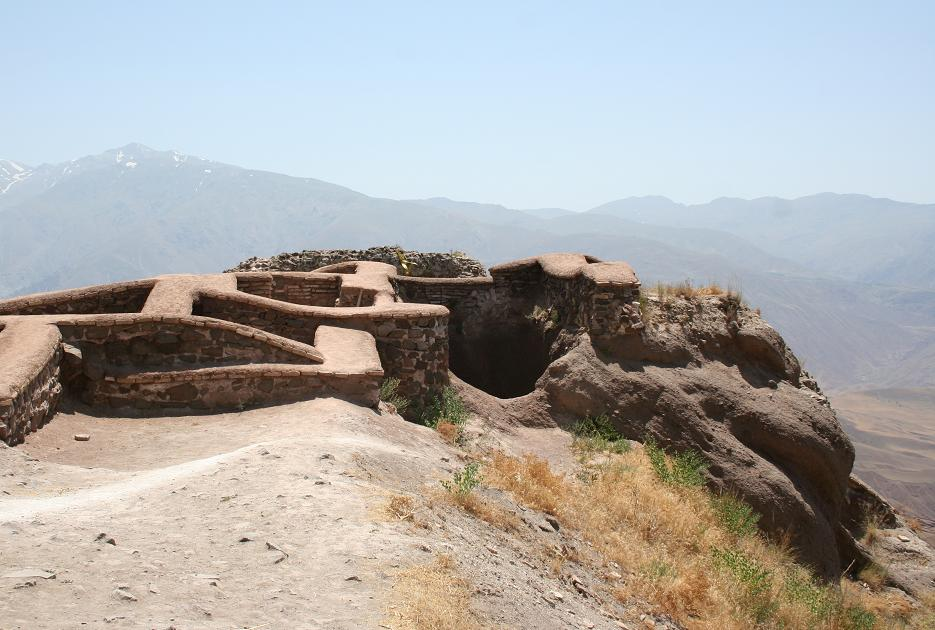
أطلال قلعة ألموت، قاعدة الحشاشين

قام مونكو خان حفيد جنكيز خان الذي أصبح خانا عظيما في 1251، بتكليف أخيه هولاكو في 1255 بقيادة الجيش المغولي الهائل لغزو أو تحطيم الدول الإسلامية الباقية في جنوب غرب آسيا. أرادت حملة هولاكو إخضاع اللور -وهم جماعة يستوطنون جنوب إيران- والقضاء على طائفة الحشاشين وإخضاع أو تدمير الخلافة العباسية في بغداد. أمر مونكو أخاه هولاكو بمعاملة من يستسلمون برحمة، والقضاء تماما على من يقاومون. ونَفَّذَ هولاكو الجزء الأخير من هذه الأوامر بمنتهى الشدة والقسوة.
خرج هولاكو مع ما يقال إنه أكبر جيش مغولي كُوِّنَ على الإطلاق بأمر من مونكو خان؛ حيث خرج ضمن هذا الجيش مقاتل من كل عشرة مقاتلين في كامل الإمبراطورية. وبدأت العمليات العسكرية بهزيمة اللور بسهولة، ونتيجة لسمعته أصاب الحشاشين خوف كبير لذا قاموا بتسليم قلعتهم الحصينة ألموت إليه بدون معركة.
اِنْطَلَق جيش هولاكو بعد انتصاره على اللور والحشاشين إلى بغداد وأرسل رسالة تهديد إلى الخليفة يطالبه فيها بالاستسلام، إلا أن الخليفة رفض ذلك وبدلا من هذا أرسل رسالة إلى هولاكو ينذره فيها بعقاب الله إن هاجم خليفة المسلمين.
بعد رد الخليفة، انطلق الجيش المغولي إلى بغداد بقيادة هولاكو، وعندما اقترب من المدينة قَسَّمَ جيشه إلى قسمين لكي يحاصروا كلا الجانبين من المدينة في الجهتين الشرقية والغربية من نهر دجلة. نجح جيش الخليفة في رد بعض القوات التي هاجمت من الغرب، لكنه انهزم في النهاية، وفي 10 فبراير عام 1258 استسلمت بغداد.

## الحملة على إيران

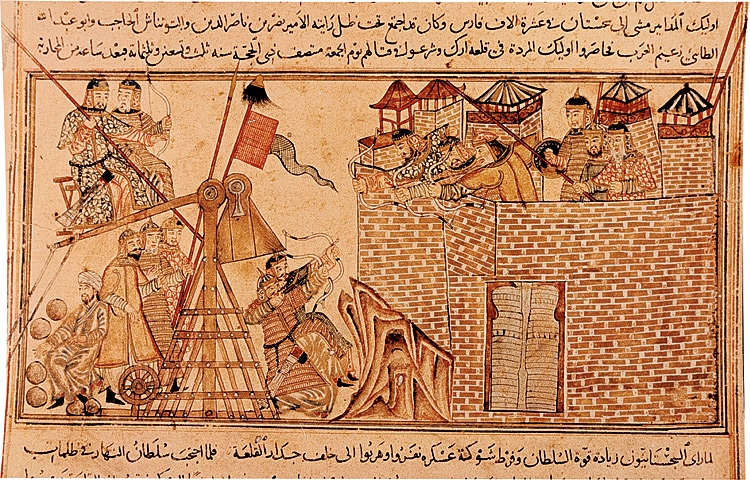
ضرب المغول حصار على المدن والقلاع.

لم يكن هولاكو قد تجاوز السادسة والثلاثين من عمره حين عهد إليه أخوه «منكو خان» بهذه المهمة فخرج على رأس جيش هائل قُدّر بنحو 250 ألف جندي من أقوى جنود ومقاتلي المغول، بالإضافة إلى كبار القادة والفرسان، وحرص الخان الأكبر أن يوصي أخاه قبل التحرك بأن يلتزم بالعادات والتقاليد ويطبّق قوانين جده جنكيز خان، وأن يكون هدفه هو إدخال البلاد من ضفاف نهر «جيحون» حتى مصر في دولة المغول، وأن يعامل من يخضع لسلطانه معاملة طيبة، ويذيق الذل من يبدي المقاومة حتى ولو كان الخليفة العباسي نفسه، فعليه أن يزيحه ويقضي عليه إذا ما اعترض طريقه.
وحقق هولاكو هدفه الأول بالاستيلاء على قلاع الطائفة الإسماعيلية سنة (654هـ / 1256م) بعد معارك عديدة واستماتة بذلها أفراد الطائفة في الدفاع عن حصونهم وقلاعهم، لكنها لم تُجدِ نفعا إزاء قوة الجيش المغولي.

## هولاكو في بغداد
مضى هولاكو في تحقيق هدفه الآخر بالاستيلاء على بغداد والقضاء على الخلافة العباسية، فأرسل إلى الخليفة المستعصم بالله يتهدده ويتوعده، ويطلب منه الدخول في طاعته وتسليم العاصمة، ونصحه بأن يسرع في الاستجابة لمطالبه حتى يحفظ لنفسه كرامتها ولدولته أمنها واستقرارها. رفض الخليفة الانصياع إلى ماقاله هولاكو على الرغم من ضعف قواته وما كان عليه قادته من خلاف وعداء، فضرب هولاكو حصاره على المدينة المنكوبة التي لم تكن تملك شيئا يدفع عنها قدَرَها المحتوم، فدخل المغول بغداد سنة (656هـ /1258م).
اهتز العالم الإسلامي لسقوط بغداد عاصمة الخلافة العباسية التي دافعت عن العالم الإسلامي أكثر من خمسة قرون، وبلغ الحزن الذي ملأ قلوب المسلمين مداه حتى أنهم ظنوا أن العالم على وشك الانتهاء، وأن الساعة آتية عما قريب لهول المصيبة التي حلّت بهم، وإحساسهم بأنهم أصبحوا بدون خليفة، وهو أمر لم يعتادوه منذ وفاة الرسول محمد.

### دمار بغداد

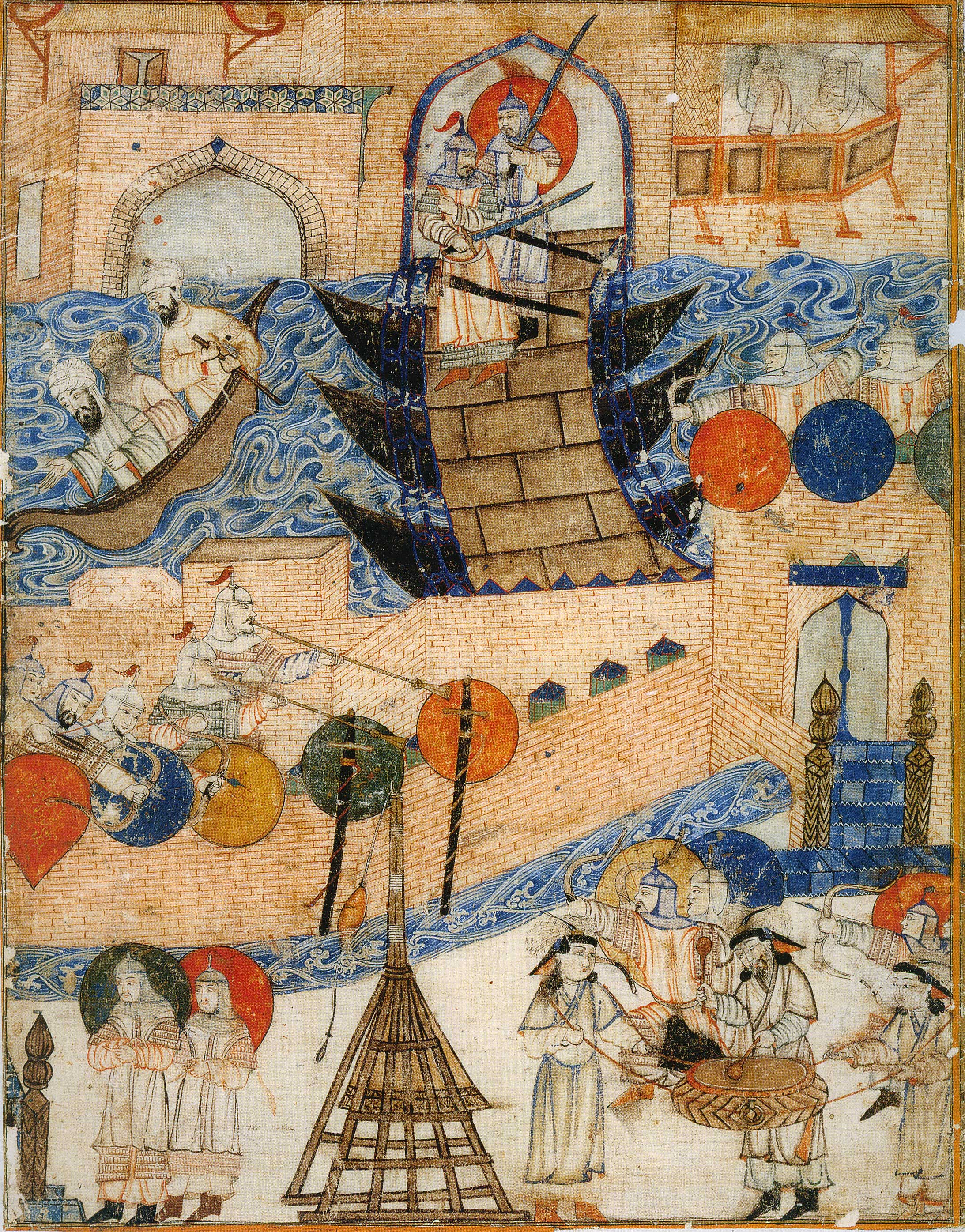
قوات هولاكو تهاجم بغداد

- كانت المكتبة الكبيرة ببغداد تحتوي على وثائق تاريخية ثمينة وكتب علمية كثيرة تتراوح مواضيعها من الطب لعلم الفلك، وقد دُمِّرَت كاملة وقال المتبقون على قيد الحياة أن مياه نهر دجلة أصبحت سوداء نتيجة لكمية الحبر الهائلة من الكتب التي ألقي بها في النهر.
- حاول العديد من مواطني بغداد الهرب ولكن اُعْتُرِضُوا من قبل قوات المغول، وتراوحت أعداد القتلى من مائتي ألف حتى مليون قتيل.
- المساجد، القصور، المكتبات العامة، المستشفيات والبنايات الضخمة التي استغرق بناؤها وقتا كبيرا نهبها المغول جميعها ثم أحرقوها بعد ذلك.
- أُسِرَ الخليفة وأجبر على مشاهدة دمار المدينة، ثم أمر هولاكو جنوده فقاموا بلفه بسجاد وأوسعوه ضربا ودهسا بالخيول حتى مات لأنهم كانوا يعتقدون أنه لا ينبغي أن تُرَاق دماء ملكية.
- اضطر هولاكو لتحريك معسكره بعيدا عن المدينة نتيجة للرائحة الكريهة التي كانت تتصاعد من الموتى والمدينة المدمرة.
- ظلت المدينة بعد ذلك مدمرة وخالية من السكان لعدة سنوات.

## الهجوم على دمشق

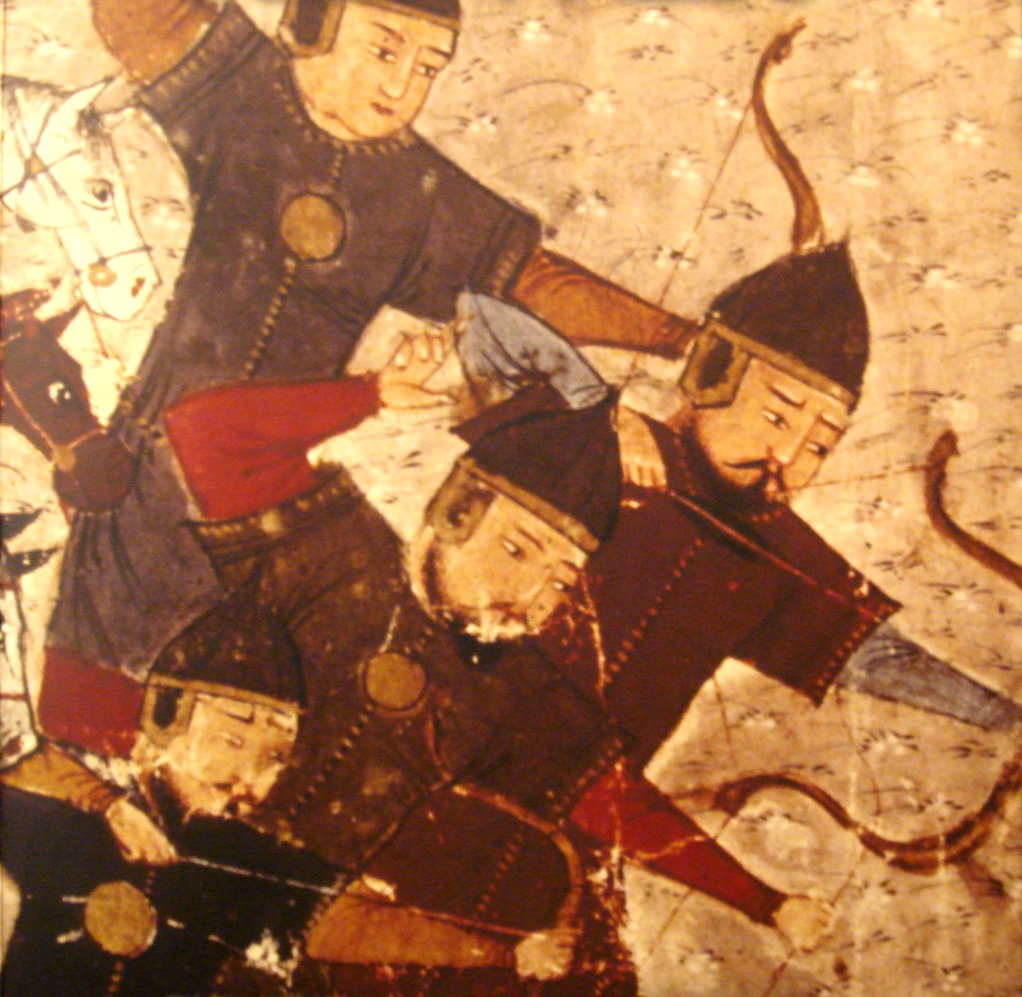
محاربين مغول من كتاب جامع التواريخ ل رشيد الدين الهمذاني

شرع هولاكو بعد سقوط بغداد في الاستعداد للاستيلاء على بلاد الشام ومصر، وفق الخطة المرسومة التي وضعها له أخوه «منكو خان» فخرج من أذربيجان في رمضان (657هـ / 1259م) متجها إلى الشام، ونجح في الاستيلاء على «ميافارقين» بديار حلب، وهي أول مدينة ابتدأت بها الحملة المغولية، ولم تسقط إلا بعد عامين من الحصار، نفدت خلالها المؤن، وهلك معظم سكان المدينة، وبعد سقوط «ميافارقين» واصل هولاكو زحفه نحو «ماردين» فسقطت بعد ثمانية أشهر، وفي أثناء حصار «ميافارقين» كانت قوات من جيش هولاكو تغزو المناطق المجاورة فاستولت على «نصيبين» و«حران» و«الرها» و«البيرة».
بعد ذلك تقدم هولاكو على رأس قواته لمحاصرة حلب، ونصب المغول عشرين منجنيقا حول المدينة وصاروا يمطرونها بوابل من القذائف حتى استسلمت في (التاسع من صفر 658هـ/ الحادي والثلاثين من يناير 1260م) وبعد حلب سقطت قلعة «حارم» و«حمص» و«المعرة»، وأصبح طريق الحملة مفتوحا إلى دمشق.
ولما وصلت الأنباء باقتراب المغول من دمشق فرَّ الملك «الناصر يوسف الايوبي» مع قواته، تاركاً مدينته لمصيرها المحتوم، ولم يكن أمام أهالي دمشق بعدما عرفوا ما حل بحلب بعد مقاومتها لهولاكو سوى تسليم مدينتهم، حتى لا تلقى مصير حلب، فسارع عدد من أعيانها إلى زعيم المغول يقدمون الهدايا ويطلبون منه الأمان، في مقابل تسليم مدينتهم فقبل هولاكو ذلك، ودخل المغول المدينة في يوم الأحد (السابع عشر من صفر 658هـ/ 2 من فبراير 1260م).

## تهديد المماليك وهزيمة المغول في معركة عين جالوت

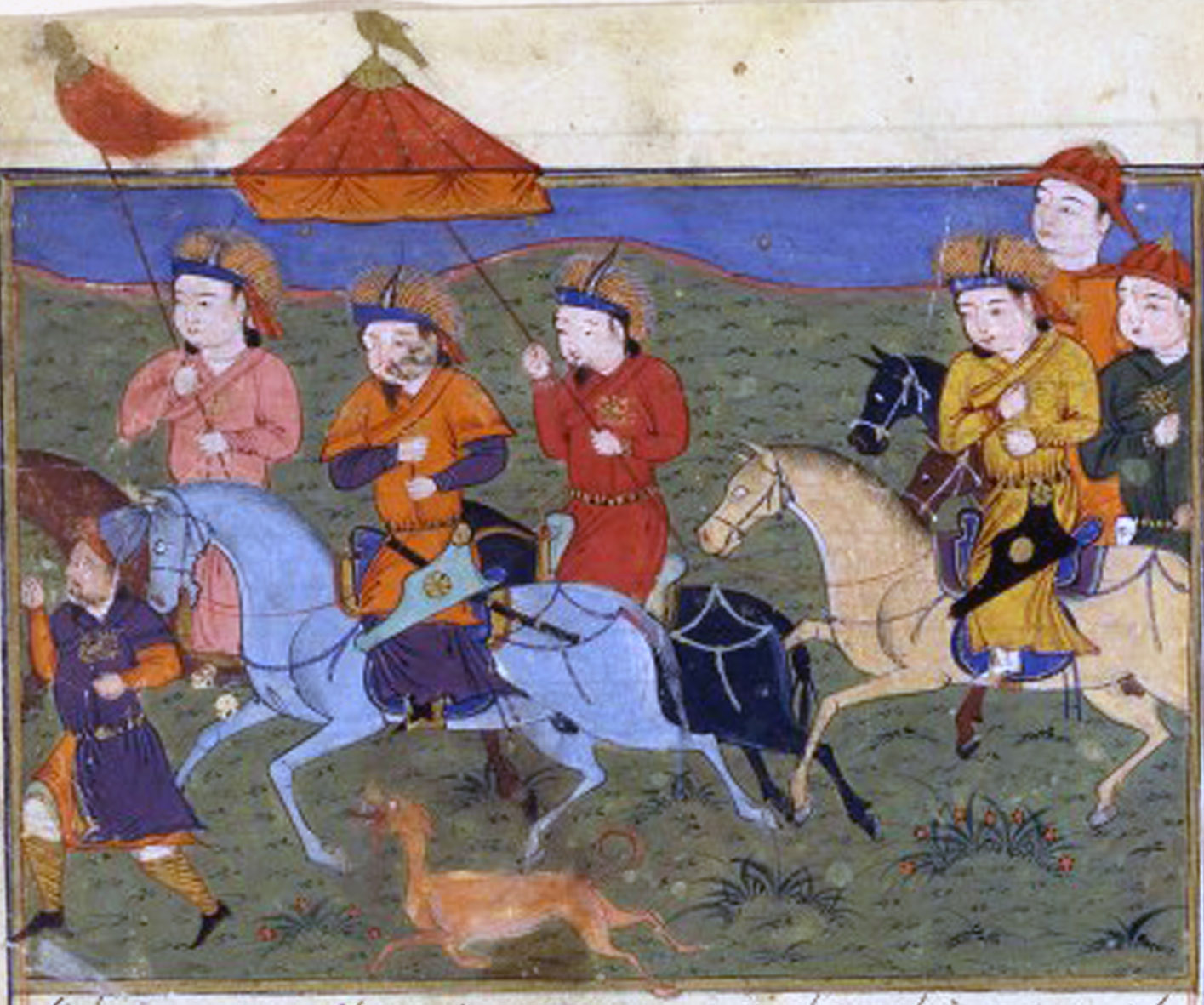
هولاكو يقود جيشه

وقبل أن يغادر هولاكو الشام (سنة 658هـ / 1260م) أرسل رسالة كلها وعيد وتهديد للمماليك، يدعوهم فيها إلى الاستسلام وإلقاء السلاح، وأنه لا جدوى من المقاومة أمام قوة كُتب النصر لها دائما، غير أن السلطان قطز لم يهتز لكلمات هولاكو وخرج ليخطب بالجيش وهو يبكي وذكر أنه كان يبكي في القتال ليحرك مشاعر جيشه الذي كان يقاتل ويبكي أيضا.
وقتها عاد هولاكو إلى تبريز كي يكون قريبا من اختيار الحاكم الأعظم الجديد للمغول (الذي سيكون أخاه قوبلاي خان)، وأما قطز فلم ينتظر قدوم المغول وخرج يوم الإثنين الخامس عشر من شعبان سنة 658 هـ - 1260م بجميع عسكر مصر ومن انضم إليهم من عساكر الشاميين وغيرهم من المصريين بقلعة الجبل في القاهرة. والتقى الفريقان في (25 من رمضان 658هـ / 24 من أغسطس 1260م) في موقعة «عين جالوت» بفلسطين، وحمل المسلمون على المغول الذين كانوا تحت قيادة كتبغا حملة صادقة، وقاتلوهم باستبسال وشجاعة من الفجر حتى منتصف النهار، فكتب الله لهم النصر، وهُزِم للمرة الرابعة ومحي فيها الجيش التتاري المهاجم عن بكرة أبيه بعد أن كانت القلوب قد يئست من النصر عليهم.
والسبب الأكبر بعد نصر الله دهاء المظفر قطز وشجاعة الظاهر بيبرس، وكان لهذا النصر أثره العظيم في تاريخ المنطقة العربية والعالم الإسلامي، وطرد المغول من دمشق، وأصبحت بلاد الشام حتى نهر الفرات تحت حكم المماليك، وخلّصت أوروبا من شر عظيم لم يكن لأحد من ملوكها قدرة على دفعه ومقاومته.
وكما تحالف بركة خان (المتوفي سنة 1266)، وهو زعيم القبيلة الذهبية وقد كان ابن عم لهولاكو، مع الملك الظاهر بيبرس سلطان مصر والشام أحد سلاطين دولة المماليك البحرية في معركة عين جالوت. وبالفعل اتفق 'بركة خان' و'بيبرس' على محاربة 'هولاكو' وكتب 'بركة خان' برسالة إلى 'بيبرس' يقول له فيها: [قد علمت محبتي للإسلام وعلمت ما فعل هولاكو بالمسلمين، فاركب أنت من ناحية حتى آتيه أنا من الناحية الأخرى؛ حتى نهزمه أو نخرجه من البلاد، وأعطيك جميع ما كان بيده من البلاد.

## هولاكو بعد الهزيمة
حاول هولاكو أن يثأر لهزيمة جيشه في عين جالوت، ويعيد للمغول هيبتهم في النفوس؛ فأرسل جيشا قويا إلى حلب فأغار عليها ونهبها، ولكنه تعرّض للهزيمة بالقرب من حمص في المحرم (659هـ/ ديسمبر 1260م) فارتد إلى ما وراء نهر الفرات.

## اتصالاته مع أوروبا
حاول هولاكو إنشاء تحالف مع أوروبا ضد المسلمين، ففي 10 أبريل 1262 أرسل رسالة للملك لويس عن طريق جون الهنغاري. إذ كانت الرسالة قد وصلت للملك لويس، كما أن النسخة الوحيدة المعروفة من الرسالة بقيت في فيينا بالنمسا. على أية حال فلقد أظهرت الرسالة نية هولاكو في أن يَغْزُو القدس من أجل البابا، وطلب من لويس أن يهاجم مصر عن طريق البحر المتوسط بواسطة أسطوله.

## وفاته
في عام 1265 م، مات هولاكو ودفن في
جزيرة أسلامي في بحيرة أورميا، وكانت جنازته هي الجنازة الوحيدة لأحد الخانات التي شهدت التضحية بنفس بشرية. وخلفه ابنه أباقا.